# Robert Wierinckx

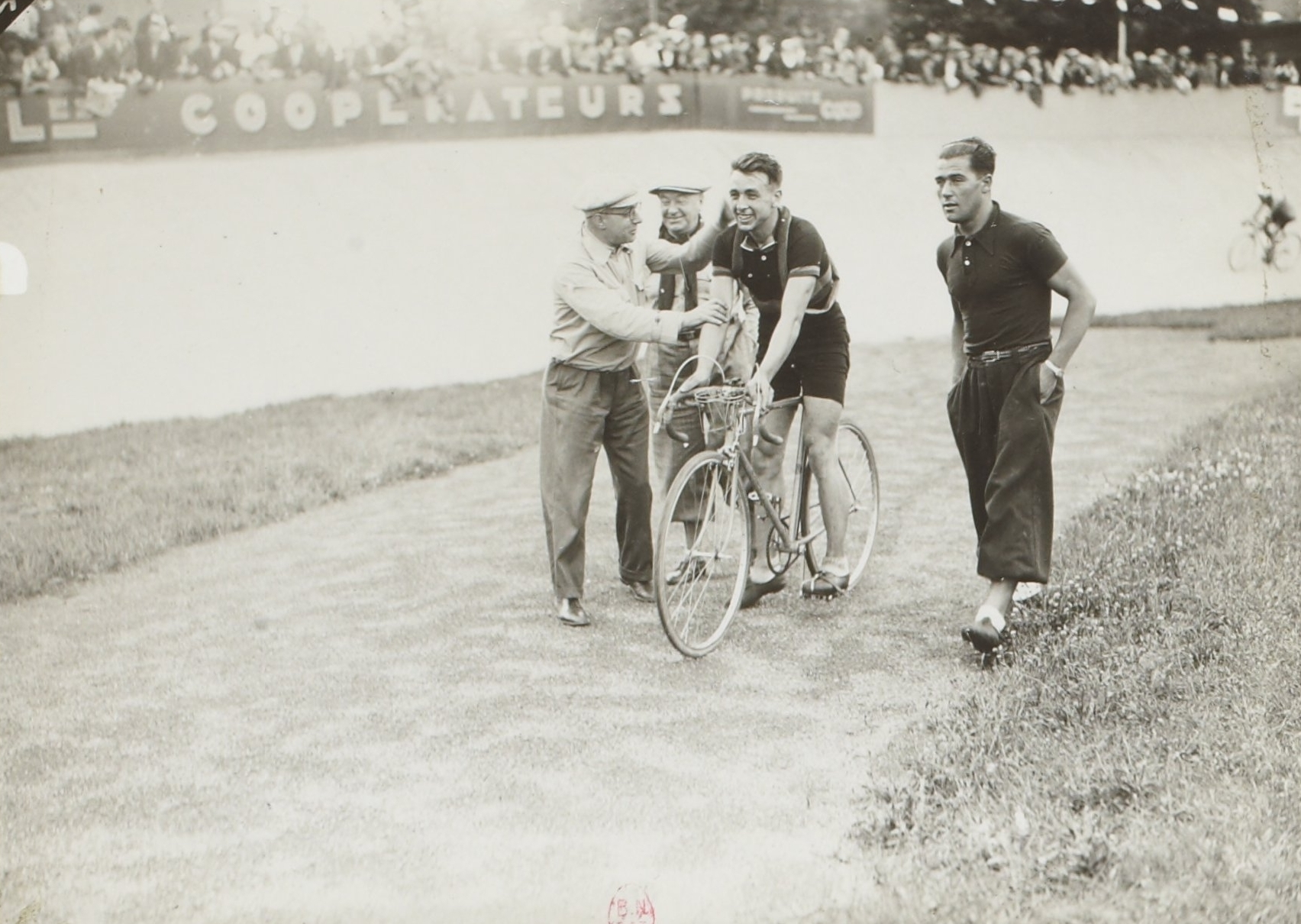
Robert Wierinckx in der Tour de France 1936

Robert Wierinckx (* 12. April 1915 in Ixelles/Elsene; † 29. Dezember 2002 in Rixensart) war ein belgischer Radrennfahrer.

## Sportliche Laufbahn
Wierinckx war Straßenradsportler. 1934 wurde er Unabhängiger und 1936 Berufsfahrer im Radsportteam De Dion-Bouton. Er blieb bis 1939 aktiv. 1934 siegte er in der Belgien-Rundfahrt für Unabhängige und im Etappenrennen Tour de l’Ouest. Sein bedeutendster sportlicher Erfolg war der Sieg auf der 2. Etappe der Tour de France 1936. In der Belgien-Rundfahrt hatte er hinter Émile Decroix den 2. Platz belegt. 1937 gewann er den Circuit du Morbihan. In der Internationalen Deutschland-Rundfahrt 1938 startete er für eine deutsche Werksmannschaft. Es gelangen ihm drei Etappensiege, er belegte den 9. Rang im Endklassement. Der Erfolg bei Bruxelles–Ans 1939 war sein letzter Sieg als Radprofi.
Die Tour de France bestritt er zweimal. 1936 und 1937 schied er aus.